# ديناميكا لونية كمية
الديناميكا لونية كمومية أو الكروموديناميكا الكمومية (يرمز لها اختصارا QCD من Quantum chromodynamics) هي نظرية في التآثر القوي وهي عبارة عن القوة التي تربط بين الكواركات والكواركات المضادة ولا يمكن رؤيتها إلا عند التصادم بين النيوترون والبروتون مثلا.
توجد خاصيتان غريبتان في الديناميكا اللونية الكمومية وهي :
- التحرر التقاربي (بالإنجليزية: Asymptotic freedom)‏، التي تقول بأنه إذا كان التفاعل ذو طاقة عالية، سيكون التفاعل الحاصل بين الكواركات والغلوونات ضعيفاً جداً. أُكتشف هذه التنبؤ الموجود في الديناميكا لونية كمومية لأول مرة في أوائل السبعينات بواسطة هيو دايفيد بولتيزر وفرانك ويلكزك ودايفيد غروس، الذين حصلوا بسببها على جائزة نوبل في الفيزياء في عام 2004.
- الحصر(بالإنجليزية: confinement)‏، التي تقول بأن القوة التي تحدث بين الكواركات تزداد كلما ابتعدت الكواركات عن بعضها البعض. و بسبب هذا، سنحتاج إلى طاقة لانهائية للقيام بالفصل بين كواركين; وبالتالي يبقى الكواركان مع بعضهما إلى الأبد على شكل هادرونات، كبروتونات أو كنيوترونات على سبيل المثال. على الرغم من أن هذه النظرية لم تثبت بشكل تحليلي، إلا أن العديد من العلماء يعتقدون بأن هذه النظرية صحيحة، لأنها استطاعت تحديد سبب الفشل المستمر للبحث عن الكواركات الحرة، كما أنه من السهل إثباتها في الكروموديناميك الكمومي الشبكي Lattice QCD.

التحرر التقاربي و الحصر اللوني 
كانت الأدلة الأنيقة التي أقنعت مجتمع الفيزياء النظرية بأن  ال(ك د ك) هي النظرية الصحيحة للتفاعلات القوية هي إظهار الحرية المتقلبة في أوائل عام 1973 باستخدام مجموعة إعادة التشكيل. لقد فتح هذا العمل الباب لنظرية الاضطراب بحيث تكون قابلة للتطبيق على تفاعلات القوة النووية عند الطاقات العالية (المسافات القصيرة) ، وشرح نتيجة تجربة 1968  المعجل الخطي في مركز ستانفورد، بأن التفاعلات القوية أصبحت أضعف في طاقات عالية. \\
لنأخذ فكرة عامة حول سلوك ثابت الاقتران القوي ، يمكننا التعبير عن اعتماد ثابت الاقتران على نقل الزخم كقوى {\displaystyle \ ln(Q^{2}/\mu ^{2})}،
{\displaystyle {\frac {1}{\alpha _{s}(\mu ^{2})}}={\frac {1}{\alpha _{s}(Q^{2})}}+\beta _{0}\ln({\frac {Q^{2}}{\mu ^{2}}})+....,}
حيث $\mu$ مقياس إعادة التشكيل و {\displaystyle \beta _{0}=(11-{\frac {2}{3}}N_{f})}، حيث {\displaystyle N_{f}} عدد نكهات الكواركات. يمكن تعريف مايسمى بمعامل نطاق الكروموديناميكا الكمومية {\displaystyle \Lambda _{QCD}} كالتالي:
{\displaystyle {\frac {\beta _{0}}{4\pi }}\ln({\frac {\mu ^{2}}{\Lambda ^{2}}})\equiv {\frac {1}{\alpha _{s}(\mu ^{2})}}={\frac {1}{\alpha _{s}(Q^{2})}}+\beta _{0}\ln({\frac {Q^{2}}{\mu ^{2}}})}
بطريقة أخرى  {\displaystyle \Lambda ^{2}=\mu ^{2}e^{(-{\frac {4\pi }{\beta _{0}\alpha _{s}(\mu ^{2})}})}.}
الآن يمكننا كتابة المعادلة التالية:
{\displaystyle \alpha _{s}(\mu ^{2})={\frac {4\pi }{\beta _{0}\ln({\frac {\mu ^{2}}{\Lambda ^{2}}})}}.}
من الواضح انه عندما تمتلك {\displaystyle \mu ^{2}} قيم كبيرة فإن ثابت الترابط {\displaystyle \alpha _{s}(\mu ^{2})\rightarrow 0}، و حينها تصبح نظرية الإضطراب في متناول اليد (قابلة للتطبيق).
المعادلة السابقة تضمن أيضًا زيادة {\displaystyle \alpha _{s}(\mu ^{2})\rightarrow \infty } عند انخفاض الطاقات (المسافات البعيدة) ، مما يعني أن أي محاولة لفصل أي حالة خاصة بالألوان (على سبيل المثال $ \pi $- ميزون) في مكوناته الملونة (الكواركات ومضادات الكواركات) سوف تنتشر الطاقة حتى تصل إلى نقطة حيث تشكل زوج كوارك كوارك مضاد جديد (أو أزواج) بين المكونات المفصولة. هذه هي آلية الحصر اللوني ، و التي تم اقتراحها كتفسير  لعدم ملاحظة الكواركات وال قلوونات كجسيمات معزولة. هناك العديد من التصورات النظرية لحصر الكوارك.